# Њуфилд (Њу Џерзи)
Њуфилд (енгл. Newfield) град је у америчкој савезној држави Њу Џерзи.

## Демографија
По попису из 2010. године број становника је 1.553, што је 63 (-3,9%) становника мање него 2000. године.
| Група             | 2000.         | 2010.         |
| Белци             | 1.503 (93,0%) | 1.394 (89,8%) |
| Афроамериканци    | 21 (1,3%)     | 34 (2,2%)     |
| Азијати           | 9 (0,6%)      | 5 (0,3%)      |
| Хиспаноамериканци | 62 (3,8%)     | 102 (6,6%)    |
| Укупно            | 1.616         | 1.553         |